# Eric S. Einhorn
Eric S. Einhorn (* ca. 1943) ist ein US-amerikanischer Politikwissenschaftler und Hochschullehrer an der University of Massachusetts Amherst.

## Leben und Wirken
Eric S. Einhorn studierte Politikwissenschaft und Geschichte an der University of Pennsylvania, wo er 1965 seinen Bachelor- und 1968 den Magistergrad erwarb. Seine Promotion zum Ph.D. erfolgte 1971/72 an der Harvard University. In seiner Dissertation beschäftigte er sich eingehend mit politischen Entwicklung und Sicherheitspolitik Dänemarks nach dem Zweiten Weltkrieg und zwar in den Jahren von 1945 bis 1961.
Seit 1971 lehrt Einhorn als Professor für Politikwissenschaft an der University of Massachusetts in Amherst. Im Jahre 2009 trat er in den Ruhestand. Seit seiner Studienzeit, insbesondere der Arbeit an seiner Dissertation beschäftigt er sich eingehend vor allem mit den politischen Systemen und der Gesellschaft der skandinavischen Staaten, die sich zu modernen Wohlfahrtsstaaten entwickelten. Hierüber hat er zahlreiche Veröffentlichungen vorgelegt.

## Veröffentlichungen
Monographien
- National security and domestic policies in post-war Denmark. Some principal issues 1945 – 1961 (= Odense University studies in history and social sciences, Bd. 7). Odense University Press, Odense 1975, ISBN 87-7492-151-7 (= teilweise Dissertation Harvard University).
- (mit John Logue): Welfare States in hard times. Problems, policy, and politics in Denmark and Sweden. Kent Popular Press, Kent, Ohio 1982.
- (Hrsg., mit John Logue): Democracy on the shop floor? An American look at a employee influence in Scandinavia today. Kent Popular Press, Kent, Ohio 1982, ISBN 0-933-522-11-8.
- (mit John Logue): Modern welfare states. Politics and policies in social democratic Scandinavia. Praeger, New York 1989 (2. Aufl. 2003, ISBN 0-275-95044-1).
- (Mithrsg.): Migration and multiculturalism in Scandinavia. The University of Wisconsin Press, Madison 2022, ISBN 978-0-299-33480-2.

Aufsätze
- The reluctant ally. Danish security policy 1945–49. In: Journal of contemporary history, Bd. 10 (1975), S. 493–512.
- The Scandinavian democratic model. In: Scandinavian political studies, Bd. 9 (1986), S. 193–208.
- Economic Policy and Social Needs. The Recent Scandinavian Experience. In: Scandinavian Studies, Bd. 59 (1987), S. 203–220.
- Continuity and Change in the Scandinavian Party Systems. In: Steven B. Wolinetz (Hrsg.): Parties and party systems in liberal democracies. Routledge, London 1988, S. 159–202, ISBN 0-415-01276-7.
- (mit Boleslaw Adam Boczek): NATO’s regional challenges. In: S. Victor Papacosma/Mary Ann Heiss (Hrsg.): NATO in the post-cold war era. Does it have a future? St. Martin’s Press, New York 1995, S. 203–326, ISBN 0-312-12130-X.
- Just Enough („Lagom“) Europeanization. The Nordic States and Europe. In: Scandinavian Studies, Bd. 74 (2002), S. 265–286.
- Can the Scandinavian Model Adapt to Globalization? In: Scandinavian Studies, Bd. 76 (2004), S. 501–534.
- Restraining the Governors. The Nordic Experience with Limiting the Strong State. In: Scandinavian Political Studies, Bd. 11 (2007), S. 45–68.
- Can welfare states be sustained in a global economy? Lessons from Scandinavia. In: Political Science Quarterly, Bd. 125 (2010), S. 1–29.
- (mit John Logue): Scandinavia. Still the Middle Way? In: Ronald Tiersky (Hrsg.): Europe today. A twenty-first century introduction. 4. Aufl. Rowman & Littlefield, Lanham 2011, S. 161–206, ISBN 978-0-7425-6774-0.
- Norway‘s Oil Weath. Too much of a Good Thing? In: Scandinavian Review, Bd. 104 (2017), S. 64–76.
- At Last! A Suspenseful Swedish Election. Would a new populist party displace the Moderates as a country’s perennial runner-up? In: Scandinavian Review, Bd. 105 (2018), S. 62–71.
- Scandinavia’s Shared Prosperity. In: Scandinavian Review, Bd. 105 (2018), S. 34–45.
- Scandinavian Taxes and the Good Society. In: Scandinavian Review, Bd. 106 (2019), S. 38–47.
- Good Neighbors After a Century. The Danish-German Rapprochement. In: Scandinavian Review, Bd. 108 (2021), S. 20–35.
- Compromise, Consensus and Representation. The Lessons of Nordic Democracy. In: Scandinavian Review, Bd. 110 (2023), S. 36–49.